# Neutronfysik
Neutronfysik är det akademiska ämne inom fysiken som behandlar neutronernas egenskaper och användning. 
Neutronfysikens grund är främst kunskapen om fria neutroner och dessas växelverkan med enskilda atomer. En viktig del av ämnet är mätningar av neutronernas fördelning i tid, rum och energi med hjälp av neutrondetektorer och neutronspektrometrar av olika slag. Bland tillämpningarna märks främst neutronernas användning som forskningshjälpmedel, men ämnet utgör även den teoretiska grundvalen för reaktorfysiken, samt för vissa militära tillämpningar främst vad avser den fundamentala designen av kärnvapen.

## Neutronfysik i Sverige
I Sverige har Chalmers tekniska högskola varit verksam inom ämnet neutronfysik.